# Cohors II Thebaeorum
Die Cohors II Thebaeorum (deutsch 2. Kohorte aus Thebais) war eine römische Auxiliareinheit. Sie ist durch Militärdiplome und Inschriften belegt.

## Namensbestandteile
- Thebaeorum: aus Thebais. Die Soldaten der Kohorte wurden bei Aufstellung der Einheit aus der Thebais, dem Umland der Stadt Theben rekrutiert. Die Cohors I und II Thebaeorum waren die einzigen Auxiliareinheiten, die auf dem Gebiet der Provinz Aegyptus aufgestellt wurden.[1]

Da es keine Hinweise auf die Namenszusätze milliaria (1000 Mann) und equitata (teilberitten) gibt, ist davon auszugehen, dass es sich um eine reine Infanterie-Kohorte, eine Cohors (quingenaria) peditata, handelt. Die Sollstärke der Einheit lag bei 480 Mann, bestehend aus 6 Centurien mit jeweils 80 Mann.

## Geschichte
Der erste Nachweis der Einheit in der Provinz Aegyptus beruht auf einem Militärdiplom, das auf das Jahr 83 n. Chr. datiert ist. In dem Diplom wird die Kohorte als Teil der Truppen (siehe Römische Streitkräfte in Aegyptus) aufgeführt, die in der Provinz stationiert waren. Weitere Diplome, die auf 105, 157/161, 179 und 206 datiert sind, belegen die Einheit in derselben Provinz.

## Standorte
Die Kohorte war in Aegyptus vermutlich im Fayyum-Becken (möglicherweise in Philadelphia) stationiert.

## Angehörige der Kohorte
Folgende Angehörige der Kohorte sind bekannt.

### Kommandeure
- C(aius) Caltius Opt[ato], ein Präfekt (CIL 9, 6114)
- T(itus) Attius Musa, ein Präfekt (CIL 3, 37)

### Sonstige
- Epimachus Longini, ein Soldat (AE 1927, 175)